# Burt Lancaster
Burt Lancaster, pseudonimo di Burton Stephen Lancaster (New York, 2 novembre 1913 – Los Angeles, 20 ottobre 1994), è stato un attore, regista, produttore cinematografico e circense statunitense.
L'American Film Institute ha inserito Lancaster al diciannovesimo posto tra le più grandi star della storia del cinema.

## Biografia

### Gioventù ed esordi

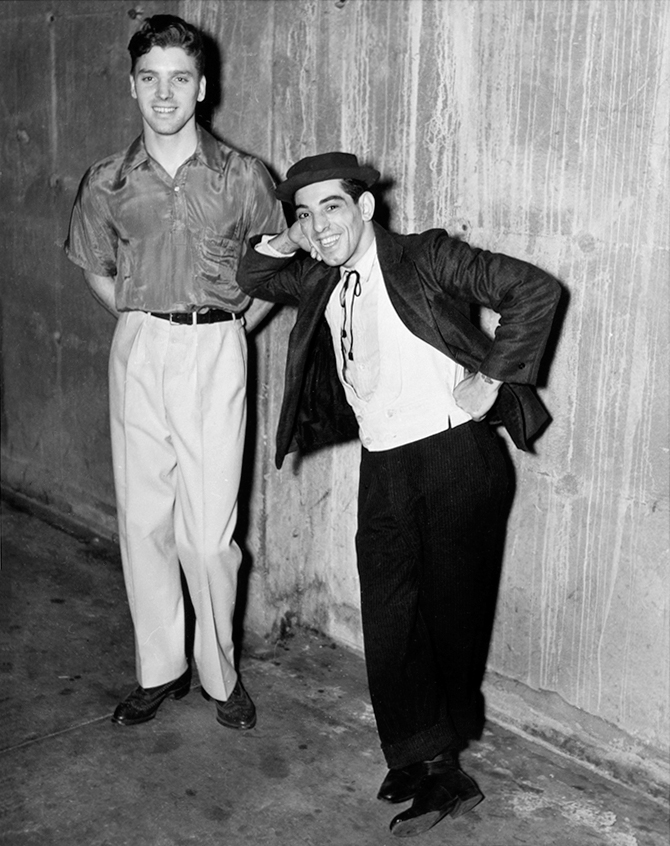
Burt Lancaster (a sinistra) e Nick Cravat, artisti circensi negli anni trenta

Burt Lancaster nacque a Harlem, all'epoca rispettabile quartiere residenziale del ceto medio di New York, quarto dei cinque figli di James Lancaster, impiegato postale di origine irlandese e di Elizabeth Roberts.. Dopo aver frequentato la DeWitt Clinton High School, vinse una borsa di studio alla New York University per meriti sportivi nella pallacanestro, ma rinunciò per dedicarsi alla sua più grande passione, fare l'acrobata. Insieme all'amico Nick Cravat diede vita al duo acrobatico Lang & Cravat e debuttò come trapezista al Kay Brother Circus, una compagnia che dava spettacoli in Virginia, passando successivamente al vaudeville. Nel 1935 sposò una collega del circo, June Ernst, anche lei trapezista. Il matrimonio fu piuttosto breve ma i due si lasciarono da buoni amici.
Nel 1941, dopo 10 anni di attività circense, si slogò il polso destro e fu costretto ad accantonare la carriera di acrobata e a trovarsi un'altra occupazione. Lavorò per qualche tempo come commesso in un grande magazzino, poi in una fabbrica di refrigeratori, infine alle biglietterie per i concerti organizzati dalla CBS di New York. Richiamato alle armi nel 1942, durante la seconda guerra mondiale, fu destinato ai servizi speciali, reparto intrattenimento truppa.
Nel giugno 1943 venne inviato prima in Africa settentrionale e successivamente sbarcò in Italia con le truppe alleate, compiendo quasi tutto il servizio militare da soldato semplice. Proprio in Italia incontrò Norma Anderson, ausiliaria dell'esercito, vedova di guerra e già madre di un bambino. Nacque un legame sentimentale che, dopo la fine della guerra, si concretizzò nel matrimonio che durò 23 anni. Dalla loro unione nacquero cinque figli: James Stephen (1946), William (1947-1997, affetto da schizofrenia e morto per un arresto cardiaco), Susan Elizabeth (1949), Joanna Mari (1951) e Sighle (1954).
Nel 1945 la vita di Lancaster cambiò quasi per caso: un agente teatrale lo notò per il suo fisico atletico e, scambiandolo per un attore, gli propose la parte di un sergente tutto d'un pezzo in un lavoro teatrale di Broadway, A Sound of Hunting, un dramma bellico da cui nel 1952 sarà tratto anche il film Otto uomini di ferro. La pièce piacque ai critici e Lancaster fu apprezzato per la sua forte personalità. A Broadway avvenne l'incontro con Harold Hecht, che diventò suo agente nonché suo amico, e gli procurò un provino a Hollywood.

### Il debutto e l'affermazione a Hollywood
Nel 1946 il produttore Hal B. Wallis scritturò Lancaster per due film all'anno per sette anni, ma l'attore riuscì a far inserire nel contratto una clausola che gli permetteva di girare a sua scelta un terzo film all'anno per un'altra casa di produzione. Proprio grazie a questa clausola, nell'attesa del ruolo per il quale era stato scritturato (Furia nel deserto sarà pronto soltanto un anno dopo), Lancaster girò nel frattempo per la Universal il suo primo film, I gangsters (1946), basato su un racconto di Hemingway, che lo fece subito notare dalla critica e dagli spettatori, che apprezzarono la sua recitazione asciutta e controllata, ma anche la sua prestanza fisica e il sorriso perfetto. Il secondo ruolo importante giunse l'anno dopo con Forza bruta (1947), una pellicola d'ambiente carcerario in cui interpretò un detenuto che, durante un tentativo di evasione, viene ucciso con i compagni. Queste prime pellicole consentirono a Lancaster di diventare da un momento all'altro uno degli attori favoriti dal pubblico e uno dei divi principali della Hollywood del dopoguerra.
Wallis continuò a utilizzare Lancaster come protagonista, ma gli assegnò ruoli da "duro", stereotipati e poco convincenti. Nello stesso periodo il produttore aveva sotto contratto un altro giovane attore di bella presenza, Kirk Douglas, che stringerà con Lancaster una solida amicizia. I due comparvero insieme in Le vie della città (1948), un altro gangster-movie che però non entusiasmò la critica. Desideroso di ampliare la propria immagine e di dimostrare le proprie possibilità drammatiche, Lancaster accettò una paga inferiore e un ruolo da comprimario recitando in Erano tutti miei figli (1948), versione cinematografica dell'omonimo dramma di Arthur Miller che denuncia chi si è servito cinicamente della guerra per ottenere profitti immeritati. Il protagonista del film Edward G. Robinson non poté fare a meno di notare le capacità del giovane Lancaster dopo soli due anni di carriera, e lo elogiò molti anni dopo nella propria autobiografia. Un'ulteriore prova drammatica fu quella de Il terrore corre sul filo (1948), che vide Lancaster impegnato nella parte di un affascinante mascalzone che progetta l'omicidio della propria moglie, un ruolo tutto giocato sulla psicologia del personaggio, in un thriller costruito in un unico ambiente (in origine si trattava di un celebre radiodramma di Lucille Fletcher).
Soddisfatto dei giudizi della critica, Lancaster si cimentò in un'ulteriore sfida: insieme a Hecht costituì una società di produzione, la Norma Productions, allo scopo di realizzare in autonomia i film tratti da copioni di suo gradimento, senza condizionamenti da parte delle grandi case cinematografiche. Dopo i primi tentativi non perfettamente riusciti, trovò un copione adatto ai suoi trascorsi da acrobata e con il quale poter far sfoggio della propria prestanza fisica: La leggenda dell'arciere di fuoco (1950) gli permise di esibirsi in una serie di virtuosismi da ginnasta, per i quali la casa di distribuzione si premurò di diffondere alla stampa la notizia che l'attore non aveva avuto bisogno di controfigure. Il film, per il quale Lancaster volle accanto a sé anche il vecchio collega Nick Cravat, fu un tipico prodotto di intrattenimento e procurò enormi incassi, permettendo alla neonata casa di produzione di consolidare la sua posizione economica. Di seguito, l'attore affronterà ruoli molto diversi tra loro, dimostrando grande duttilità e versatilità, interpretando parti da allegro furfante in film d'avventura come Il corsaro dell'isola verde (1952), ma anche personaggi più complessi come il cowboy tormentato ne La valle della vendetta (1951), il campione sportivo meticcio Jim Thorpe nel film di denuncia sociale Pelle di rame (1951), e il marito ubriacone e angosciato in Torna, piccola Sheba (1952).

### I successi degli anni cinquanta
Nel 1953 Lancaster affrontò il ruolo del sergente Warden in Da qui all'eternità, riduzione cinematografica dell'omonimo romanzo di James Jones. La sequenza sulla spiaggia tra lui e Deborah Kerr procurò al film qualche noia con la censura, ma viene ancor oggi citata tra le scene d'amore più belle e intense di tutta la storia della cinematografia. Al film vennero assegnati ben otto Oscar, ma Lancaster, pur avendo ottenuto la candidatura, si vide soffiare la statuetta da William Holden, vincitore per Stalag 17 - L'inferno dei vivi, tuttavia ottenne il premio dei critici di New York come miglior attore del 1953.
Tra i film che Lancaster produsse e interpretò successivamente, sono da ricordare i western Vera Cruz (1954), in cui recitò accanto a Gary Cooper, L'ultimo Apache (1954), Il kentuckiano (1955), che sarà la sua prima regia, e La rosa tatuata (1955), che vide l'esordio di Anna Magnani in una produzione americana (interpretazione che valse all'attrice italiana l'Oscar alla miglior attrice). Nello stesso periodo, Lancaster ottenne uno dei suo massimi successi come produttore con Marty, vita di un timido (1955), con il quale Ernest Borgnine vinse l'Oscar al miglior attore protagonista, e che si rivelò un investimento molto redditizio per la casa di produzione Hecht-Lancaster.
Nel 1956 arrivò finalmente l'occasione di realizzare un film sul mondo del circo. Messo insieme il budget più rilevante nella loro carriera di produttori, Lancaster e Hecht riuscirono a scritturare come co-protagonisti Tony Curtis e Gina Lollobrigida e lo spettacolare risultato fu Trapezio, che venne diretto da Carol Reed e gli fece ottenere l'Orso d'Argento per la miglior interpretazione maschile al Festival di Berlino del 1956. Nelle memorabili scene circensi, Lancaster eseguì personalmente la maggior parte delle acrobazie, facendosi sostituire solo nei passaggi più pericolosi.
Nella seconda metà degli anni cinquanta la casa di produzione di Lancaster e Hecht iniziò a sperimentare le prime difficoltà: i film Sfida all'O.K. Corral (1957) e Piombo rovente (1958), pur memorabili, non resero come nelle aspettative. Nel primo film, un esempio di intrattenimento western di alta classe diretto da John Sturges, Lancaster interpretò la parte dello sceriffo Wyatt Earp, mentre in Piombo rovente l'attore affrontò un ruolo molto più complesso, quello di un columnist teatrale moralmente corrotto che distrugge le vite di coloro che gli stanno accanto. Nonostante i suoi meriti, il film non ebbe successo e contribuì ad accrescere le difficoltà di Lancaster e Hecht: nacquero le inevitabili discussioni fra i due per il differente atteggiamento nelle scelte di produzione, con Hecht più attento al lato economico mentre Lancaster privilegiava nel copione il lato artistico e l'impegno sociale. Nel 1959 William Wyler gli offrì la parte di Ben Hur nel film omonimo, ma Burt Lancaster, ateo già noto nell'ambiente del cinema e fuori, rifiutò la parte (che andò a Charlton Heston) confermando tale posizione e sostenendo che non voleva promuovere il cristianesimo e che "non gli piaceva la morale violenta nella storia di Giuda Ben-Hur".

### Gli anni della maturità
Dopo le interpretazioni nel dramma di impostazione teatrale Tavole separate (1958) e nell'avventura in costume Il discepolo del diavolo (1959), per Lancaster giunse nuovamente un'occasione d'oro, il ruolo di Elmer Gantry, l'abile e opportunista simulatore che sfrutta la propria abilità oratoria e ipnotizza le folle con la sua torrenziale parlantina ne Il figlio di Giuda (1960), che il regista Richard Brooks, detentore dei diritti, non poté non affidare a Lancaster. L'attore ha sempre dichiarato che questo è il personaggio preferito tra quelli interpretati nella sua carriera: «...interpretare Elmer non significava realmente recitare... mi bastava essere me stesso». Il figlio di Giuda gli valse l'unico Oscar della sua carriera, anche se altre tre volte venne candidato come miglior attore: la prima per il già citato Da qui all'eternità, la seconda per L'uomo di Alcatraz (1962) e la terza per la matura interpretazione in Atlantic City, U.S.A. (1980).
Subito dopo Lancaster lavorò sotto la direzione di Stanley Kramer nel film Vincitori e vinti (1961), in cui interpretò la figura del giurista e studioso Ernest Janning, imputato nel processo di Norimberga. Il successivo L'uomo di Alcatraz (1962), in cui interpretò splendidamente il controverso ruolo dell'ergastolano Robert Stroud, appassionato di ornitologia, sarà l'ultimo film prodotto dalla sua società, prima dello scioglimento per insormontabili difficoltà finanziarie.

Burt Lancaster in Il Gattopardo (1963) di Luchino Visconti

Il pubblico italiano ricorda con grande rispetto Lancaster per il difficile e complesso ruolo del principe di Salina ne Il Gattopardo (1963) di Luchino Visconti. Il film ebbe un grande successo in Italia e in Francia, ma gli incassi non riuscirono comunque a recuperare gli ingenti investimenti della produzione, veramente faraonici per l'epoca. Nel resto dell'Europa il film fu meno apprezzato, e negli Stati Uniti d'America fu un colossale flop, complice soprattutto un montaggio che venne realizzato senza il consenso del regista, con un taglio di ben quaranta minuti di pellicola dall'edizione definitiva. Lo stesso Lancaster si impegnò, con scarso esito, nel montaggio della versione americana, illudendosi di poter salvare quello che considerava un capolavoro.
Nel 1964 l'attore interpretò il ruolo di un fanatico generale che trama contro lo Stato in Sette giorni a maggio, un inquietante thriller fantapolitico in cui recitò, nella parte del suo antagonista, anche il vecchio amico Kirk Douglas. Sempre nel 1964 fu la volta de Il treno, film bellico ambientato nel 1944 nella Francia occupata dall'esercito nazista. Come il precedente, anche questo film fu diretto da John Frankenheimer, amico personale di Lancaster e suo grande estimatore. Dopo l'epico e grottesco western La carovana dell'alleluia (1965), Lancaster girò I professionisti, uno dei suoi migliori film d'azione, al fianco di Lee Marvin, Robert Ryan e Claudia Cardinale.
Nel 1966, stanco di ruoli di puro intrattenimento, decise di interpretare un altro personaggio anticonvenzionale in Un uomo a nudo, tratto da un racconto di John Cheever. Il film è l'autoanalisi di un uomo appartenente alla middle class agiata, che ha sopravvalutato il benessere materiale trascurando valori più nobili. Nel corso di una lunga domenica estiva, l'uomo ripercorre la strada di casa fermandosi nelle ville dei suoi vicini e tuffandosi nelle loro piscine, in un percorso di ricerca di sé stesso. Il film, per contrasti con i produttori, uscì solo nel 1968 dopo pesanti modifiche, e fu il film di minor successo di Lancaster. Nella maggior parte delle scene della pellicola, l'attore cinquantunenne recitò in costume da bagno ed ebbe modo di sfoggiare una forma fisica ancora perfetta ma, all'uscita del film, si venne a sapere che paradossalmente aveva dovuto seguire un corso di nuoto poiché, nonostante le sue qualità sportive e atletiche, nel corso della sua esistenza non aveva mai imparato a nuotare.
Come Un uomo a nudo, anche il successivo Ardenne '44, un inferno (1969) fu un insuccesso commerciale, per cui Lancaster, unicamente allo scopo di risollevare le proprie quotazioni, nel 1970 decise di interpretare il film che qualche anno più tardi non esiterà a definire «un mucchio di ciarpame», Airport (1970), una pellicola del filone "catastrofico" che, pur snobbato dalla critica per tutti gli anni settanta, sarà un genere di grande successo di pubblico. In seguito, dopo tre western, Io sono la legge (1971), Io sono Valdez (1971) e Nessuna pietà per Ulzana (1972), Lancaster tornò al film d'azione con Scorpio (1973), Azione esecutiva (1973), Ultimi bagliori di un crepuscolo (1976) e La lunga notte di Entebbe (1977).
Nel 1974 tornò in Italia per lavorare ancora con Visconti in Gruppo di famiglia in un interno, e successivamente con Gianfranco De Bosio per il kolossal televisivo Mosè. Nel 1976 interpretò il patriarca di una grande famiglia emiliana nel capolavoro di Bernardo Bertolucci Novecento, e successivamente vestì i panni di un generale statunitense in La pelle (1981), diretto da Liliana Cavani e tratto dall'omonimo romanzo di Curzio Malaparte.
Nel 1991 si sposò in terze nozze con Susan Martin, con cui rimase per 3 anni, fino alla morte avvenuta nel 1994 per un ictus, a 80 anni.

## Filmografia

### Attore

#### Cinema
- I gangsters (The Killers), regia di Robert Siodmak (1946)
- Forza bruta (Brute Force), regia di Jules Dassin (1947)
- Furia nel deserto (Desert Fury), regia di Lewis Allen (1947)
- Rivista di stelle (Variety Girl), regia di George Marshall (1947)
- Le vie della città (I Walk Alone), regia di Byron Haskin (1948)
- Erano tutti miei figli (All My Sons), regia di Irving Reis (1948)
- Il terrore corre sul filo (Sorry, Wrong Number), regia di Anatole Litvak (1948)
- Per te ho ucciso (Kiss the Blood Off My Hands), regia di Norman Foster (1948)
- Doppio gioco (Criss Cross), regia di Robert Siodmak (1949)
- La corda di sabbia (Rope of Sand), regia di William Dieterle (1949)
- La leggenda dell'arciere di fuoco (The Flame and the Arrow), regia di Jacques Tourneur (1950)
- L'imprendibile signor 880 (Mister 880), regia di Edmund Goulding (1950)
- La valle della vendetta (Vengeance Valley), regia di Richard Thorpe (1951)
- Pelle di rame (Jim Thorpe - All-American), regia di Michael Curtiz (1951)
- I 10 della legione (Ten Tall Men), regia di Willis Goldbeck (1951)
- Il corsaro dell'isola verde (The Crimson Pirate), regia di Robert Siodmak (1952)
- Torna, piccola Sheba (Come Back, Little Sheba), regia di Daniel Mann (1952)
- Il sergente Bum! (South Sea Woman), regia di Arthur Lubin (1953)
- Da qui all'eternità (From Here to Eternity), regia di Fred Zinnemann (1953)
- Three Sailors and a Girl, regia di Roy Del Ruth (1953) (non accreditato)
- Il trono nero (His Majesty O'Keefe), regia di Byron Haskin (1954)
- L'ultimo Apache (Apache), regia di Robert Aldrich (1954)
- Vera Cruz, regia di Robert Aldrich (1954)
- Il kentuckiano (The Kentuckian), (1955) (anche regia)
- La rosa tatuata (The Rose Tattoo), regia di Daniel Mann (1955)
- Trapezio (Trapeze), regia di Carol Reed (1956)
- Il mago della pioggia (The Rainmaker), regia di Joseph Anthony (1956)
- Sfida all'O.K. Corral (Gunfight at the O.K. Corral), regia di John Sturges (1957)
- Piombo rovente (Sweet Smell of Success), regia di Alexander Mackendrick (1957)
- Mare caldo (Run Silent Run Deep), regia di Robert Wise (1958)
- Tavole separate (Separate Tables), regia di Delbert Mann (1958)
- Il discepolo del diavolo (The Devil's Disciple), regia di Guy Hamilton (1959)
- Gli inesorabili (The Unforgiven), regia di John Huston (1960)
- Il figlio di Giuda (Elmer Gantry), regia di Richard Brooks (1960)
- Il giardino della violenza (The Young Savages), regia di John Frankenheimer (1961)
- Vincitori e vinti (Judgment at Nuremberg), regia di Stanley Kramer (1961)
- L'uomo di Alcatraz (Birdman of Alcatraz), regia di John Frankenheimer (1962)
- Gli esclusi (A Child Is Waiting), regia di John Cassavetes (1963)
- Il Gattopardo, regia di Luchino Visconti (1963)
- I cinque volti dell'assassino (The List of Adrian Messenger), regia di John Huston (1963)
- 7 giorni a maggio (Seven Days in May), regia di John Frankenheimer (1964)
- Il treno (The train), regia di John Frankenheimer (1964)
- La carovana dell'alleluia (The Hallelujah Trail), regia di John Sturges (1965)
- I professionisti (The Professionals), regia di Richard Brooks (1966)
- Joe Bass l'implacabile (The Scalphunters), regia di Sydney Pollack (1968)
- Un uomo a nudo (The Swimmer), regia di Frank Perry (1968)
- Ardenne '44, un inferno (Castle Keep), regia di Sydney Pollack (1969)
- I temerari (The Gypsy Moths), regia di John Frankenheimer (1969)
- Airport, regia di George Seaton (1970)
- Io sono la legge (Lawman), regia di Michael Winner (1971)
- Io sono Valdez (Valdez Is Coming), regia di Edwin Sherin (1971)
- Nessuna pietà per Ulzana (Ulzana's Raid), regia di Robert Aldrich (1972)
- Scorpio, regia di Michael Winner (1973)
- Azione esecutiva (Executive Action), regia di David Miller (1973)
- L'uomo di mezzanotte (The Midnight Man), regia di Roland Kibbee e Burt Lancaster (1974)
- Gruppo di famiglia in un interno, regia di Luchino Visconti (1974)
- Novecento, regia di Bernardo Bertolucci (1976)
- Buffalo Bill e gli indiani (Buffalo Bill and the Indians, or Sitting Bull's History Lesson), regia di Robert Altman (1976)
- Cassandra Crossing (The Cassandra Crossing), regia di George Pan Cosmatos (1976)
- Ultimi bagliori di un crepuscolo (Twilight's Last Gleaming), regia di Robert Aldrich (1976)
- L'isola del dr. Moreau (The Island of Dr. Moreau), regia di Don Taylor (1977)
- Vittorie perdute (Go Tell the Spartans), regia di Ted Post (1978)
- Zulu Dawn, regia di Douglas Hickox (1979)
- Atlantic City, U.S.A. (Atlantic City), regia di Louis Malle (1980)
- Branco selvaggio (Cattle Annie and Little Britches), regia di Lamont Johnson (1981)
- La pelle, regia di Liliana Cavani (1981)
- Local Hero, regia di Bill Forsyth (1983)
- Osterman Weekend (The Osterman Weekend), regia di Sam Peckinpah (1983)
- Il sogno della città fantasma (Little Treasure), regia di Alan Sharp (1985)
- Due tipi incorreggibili (Tough Guys), regia di Jeff Kanew (1986)
- Il giorno prima, regia di Giuliano Montaldo (1987)
- Il sogno del mare - Rocket Gibraltar (Rocket Gibraltar), regia di Daniel Petrie (1988)
- La bottega dell'orefice, regia di Michael Anderson (1989)
- L'uomo dei sogni (Field of Dreams), regia di Phil Alden Robinson (1989)

#### Televisione
- Mosè (Moses the Lawgiver), regia di Gianfranco De Bosio – miniserie TV (1974)
- La lunga notte di Entebbe (Victory at Entebbe), regia di Marvin J. Chomsky – film TV (1976)
- Marco Polo – miniserie TV (1982)
- Verdi – miniserie TV (1982) - voce narrante
- Scandal Sheet, regia di David Lowell Rich – film TV (1985)
- Padri e figli (Väter und Söhne - Eine deutsche Tragödie) – miniserie TV (1986)
- Sulle ali delle aquile (On Wings of Eagles), regia di Andrew V. McLaglen – miniserie TV (1986)
- Barnum il re del circo (Barnum), regia di Lee Philips – film TV (1986)
- I promessi sposi, regia di Salvatore Nocita – miniserie TV (1989)
- Il fantasma dell'Opera (The Phantom of the Opera), regia di Tony Richardson – miniserie TV, 2 episodi (1990)
- L'Achille Lauro - Viaggio nel terrore, regia di Alberto Negrin – film TV (1990)
- Separate But Equal, regia di George Stevens Jr. – miniserie TV (1991)

#### Cortometraggi
- The Heart of Show Business, regia di Ralph Staub (1957) (narratore)

#### Documentari
- All About People, regia di Saul Rubin (1967) (narratore)
- U.S. Water Polo, regia di Gábor Nagy (1968) (narratore)

### Regista
- Il kentuckiano o Il vagabondo delle frontiere (The Kentuckian) (1955)
- L'uomo di mezzanotte (The Midnight Man) (1974)

## Riconoscimenti
- Premio Oscar
  - 1954 – Candidatura al miglior attore protagonista per Da qui all'eternità
  - 1961 – Miglior attore per Il figlio di Giuda
  - 1963 – Candidatura al miglior attore per L'uomo di Alcatraz
  - 1982 – Candidatura al miglior attore per Atlantic City, U.S.A.

- Golden Globe
  - 1957 – Candidatura al miglior attore in un film drammatico per Il mago della pioggia
  - 1961 – Miglior attore in un film drammatico per Il figlio di Giuda
  - 1963 – Candidatura al miglior attore in un film drammatico per L'uomo di Alcatraz
  - 1982 – Candidatura al miglior attore in un film drammatico per Atlantic City, U.S.A.
  - 1991 – Candidatura al miglior attore in una mini-serie o film per la televisione per Il fantasma dell'Opera

- BAFTA
  - 1961 – Candidatura al  miglior attore protagonista straniero per Il figlio di Giuda
  - 1963 – Miglior attore protagonista straniero per L'uomo di Alcatraz
  - 1982 – Miglior attore protagonista per Atlantic City, U.S.A.
  - 1983 – Candidatura al miglior attore non protagonista per Local Hero

- David di Donatello
  - 1974 – David speciale alla carriera
  - 1975 – Migliore attore straniero per Gruppo di famiglia in un interno
  - 1981 – Migliore attore straniero per Atlantic City, U.S.A.

- Festival internazionale del cinema di Berlino
  - 1956 – Orso d'argento per il miglior attore per Trapezio

- Mostra internazionale d'arte cinematografica
  - 1962 – Coppa Volpi per la migliore interpretazione maschile per L'uomo di Alcatraz

## Doppiatori italiani
Nelle versioni in italiano dei film in cui ha recitato, Burt Lancaster è stato doppiato da: 
- Emilio Cigoli in I gangsters, Forza bruta, Furia nel deserto, Rivista di stelle, Le vie della città, Erano tutti miei figli, Il terrore corre sul filo, Per te ho ucciso, Doppio gioco, La corda di sabbia, La leggenda dell'arciere di fuoco, L'imprendibile signor 880, La valle della vendetta, Pelle di rame, I 10 della legione, Il corsaro dell'isola verde, Torna, piccola Sheba, Il sergente Bum!, Da qui all'eternità, Il trono nero, Vera Cruz, Il kentuckiano, La rosa tatuata, Trapezio, Il mago della pioggia, Sfida all'O.K. Corral, Piombo rovente, Mare caldo, Tavole separate, Gli inesorabili, Il figlio di Giuda, Il giardino della violenza, Vincitori e vinti, L'uomo di Alcatraz, Gli esclusi, Sette giorni a maggio, Il treno, La carovana dell'alleluia, I temerari, Nessuna pietà per Ulzana, L'uomo di mezzanotte, L'isola del dr. Moreau
- Giuseppe Rinaldi in Joe Bass l'implacabile, Airport, Azione esecutiva, Mosè, Novecento, Cassandra Crossing, Zulu Dawn, Branco selvaggio, Marco Polo, Due tipi incorreggibili, Il giorno prima, I promessi sposi
- Pino Locchi in Ardenne '44 un inferno, La pelle, L'uomo dei sogni, Il fantasma dell'Opera
- Gianni Musy in Buffalo Bill e gli indiani, Atlantic City, U.S.A., Local Hero, Osterman Weekend
- Renato Turi in Io sono la legge, Io sono Valdez, Scorpio
- Massimo Foschi in Gruppo di famiglia in un interno, Vittorie perdute
- Gualtiero De Angelis in L'ultimo apache
- Corrado Gaipa in Il Gattopardo
- Giovanna Scotto in I cinque volti dell'assassino
- Sergio Graziani in I professionisti
- Giulio Bosetti in Verdi
- Sandro Iovino in Padri e figli
- Vittorio Di Prima in La bottega dell'orefice
- Michele Gammino in Furia nel deserto (ridoppiaggio)
- Oreste Rizzini in Nessuna pietà per Ulzana (ridoppiaggio)